# Route 31 (Manitoba)
La Route 31 (PTH 31) est une route provinciale du Manitoba. Elle relie la frontière canado-américaine à la route 3 dans le centre-sud de la province.

## Route description

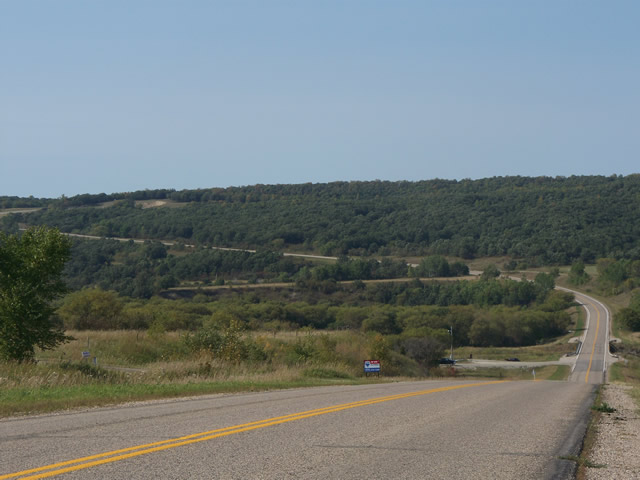
La route 31 passe dans la gorge formée par la rivière Pembina

La route 31 débute à la frontière du Dakota du Nord comme prolongement de la ND-1 à Windygates. Elle se dirige vers le nord en traversant une zone agricole. Elle passe près du Parc provincial de Pembina Valley avant de continuer vers le nord. Elle passe dans la vallée de Pembina et traverse la rivière Pembina. Elle continue vers le nord, toujours dans une zone agricole et rurale avant de prendre fin à l'intersection avec la route 3 au sud-est de Darilngford. La route se continue vers le nord comme route 240.

## Intersections majeures
| Division              | Ville      | km    | Destinations                                        | Notes                                 |
| --------------------- | ---------- | ----- | --------------------------------------------------- | ------------------------------------- |
| No. 4                 | Windygates | 0,00  | ND-1 sud – Langdon                                  | Continue au Dakota du Nord            |
| No. 4                 | Windygates | 0,00  | Frontière canado-américaine                         |                                       |
| No. 4                 |            | 2,00  | PR 201 – Snowflake, Osterwick                       |                                       |
| No. 4                 |            | 22,00 | PTH-3 (Boundary Commission Trail) – Manitou, Morden |                                       |
| No. 4                 |            | 22,00 | PR 240 nord – Saint-Claude                          | La PTH-31 nord devient la PR 240 nord |
| - Transition de route |            |       |                                                     |                                       |